# 중앙건설
주식회사 중앙건설은 과거의 대한민국의 건설 기업이다. 1946년 주택전문건설회사로 설립되었고 1980년부터 '하이츠'라는 브랜드를 통해 고급 주택사업과 아파트사업에 주력했다. 이후 1980년 11월 "(주)중앙종합건설"이라는 사명을 가지게 되며  1980년 12월 "중앙건설"로 변경되었다.
김해 율하, 아산 배방, 청주 오창 등 대규모 택지개발지역과 대도시 위주로 선별해 수주정책을 추구했다.
2000년대 들어 중앙건설은 글로벌 금융위기와 분양시장 침체로 인해 워크아웃에 이어 2014년 3월 법정관리에 들어가기도 했다.
2022년 4월 말, 동우개발이 중앙건설 브랜드를 매입한 이후 사명을 같은 이름인 중앙건설로 변경하였다. 현재 회장은 박영광이다.

## 브랜드
- 중앙하이츠 : 1981년 ~

### 단지 현황
- 충청북도
  - 충주시
    - 중앙하이츠 프리미어 충주 : 대소원면(2023년 10월)